# Янковиці (Рациборський повіт)
Янковиці (пол. Jankowice, нім. Jankowitz-Rauden) — село в Польщі, у гміні Кузня-Рациборська Рациборського повіту Сілезького воєводства.
Населення — 441 особа (2011).
У 1975-1998 роках село належало до Катовицького воєводства.

## Демографія
Демографічна структура станом на 31 березня 2011 року:
|          | Загалом | Допрацездатний вік | Працездатний вік | Постпрацездатний вік |
| -------- | ------- | ------------------ | ---------------- | -------------------- |
| Чоловіки | 215     | 49                 | 142              | 24                   |
| Жінки    | 226     | 31                 | 146              | 49                   |
| Разом    | 441     | 80                 | 288              | 73                   |